# Hyliota flavigaster
Hyliota flavigaster là một loài chim trong họ Hyliotidae.